# Cathédrale de Ségovie
La cathédrale de Ségovie, connue comme la Dame des Cathédrales par ses dimensions et son élégance, est l'église cathédrale de la ville de Ségovie, en Espagne, dont elle domine l'horizon de sa silhouette élancée. Son nom complet est cathédrale Notre-Dame-de-l'Assomption-et-Saint-Frutos (en espagnol : catedral de Nuestra Señora de la Asunción y de San Frutos). Elle est le siège de l'évêque de Ségovie, suffragant de l'archevêque métropolitain de Valladolid.
La cathédrale fait l’objet d’un classement en Espagne au titre de bien d'intérêt culturel depuis le 3 juin 1931. Chaque année en septembre, une neuvaine y est célébrée en l'honneur de la vierge de la Fuencisla.

## Historique

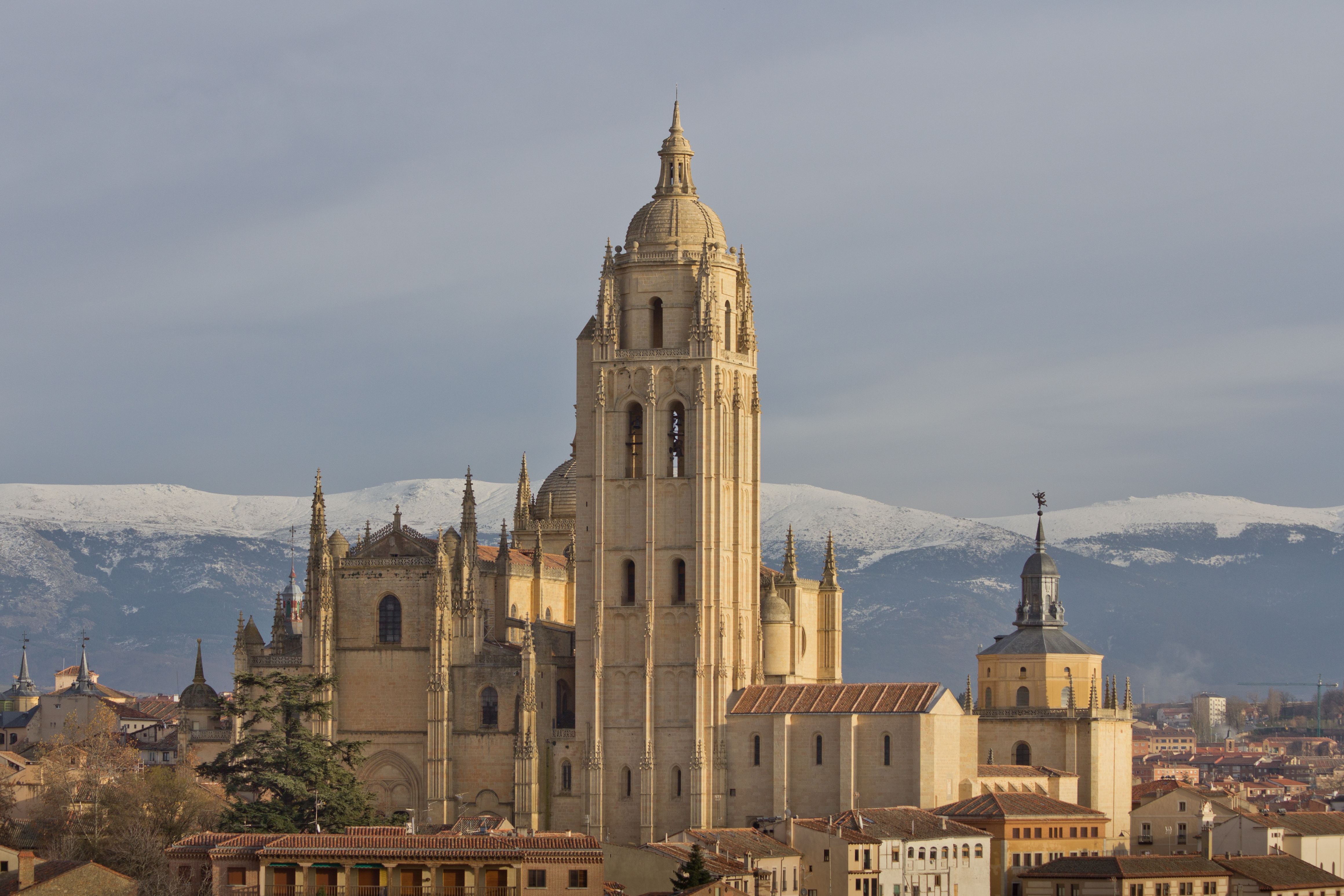
La façade principale, flanquée de la tour.

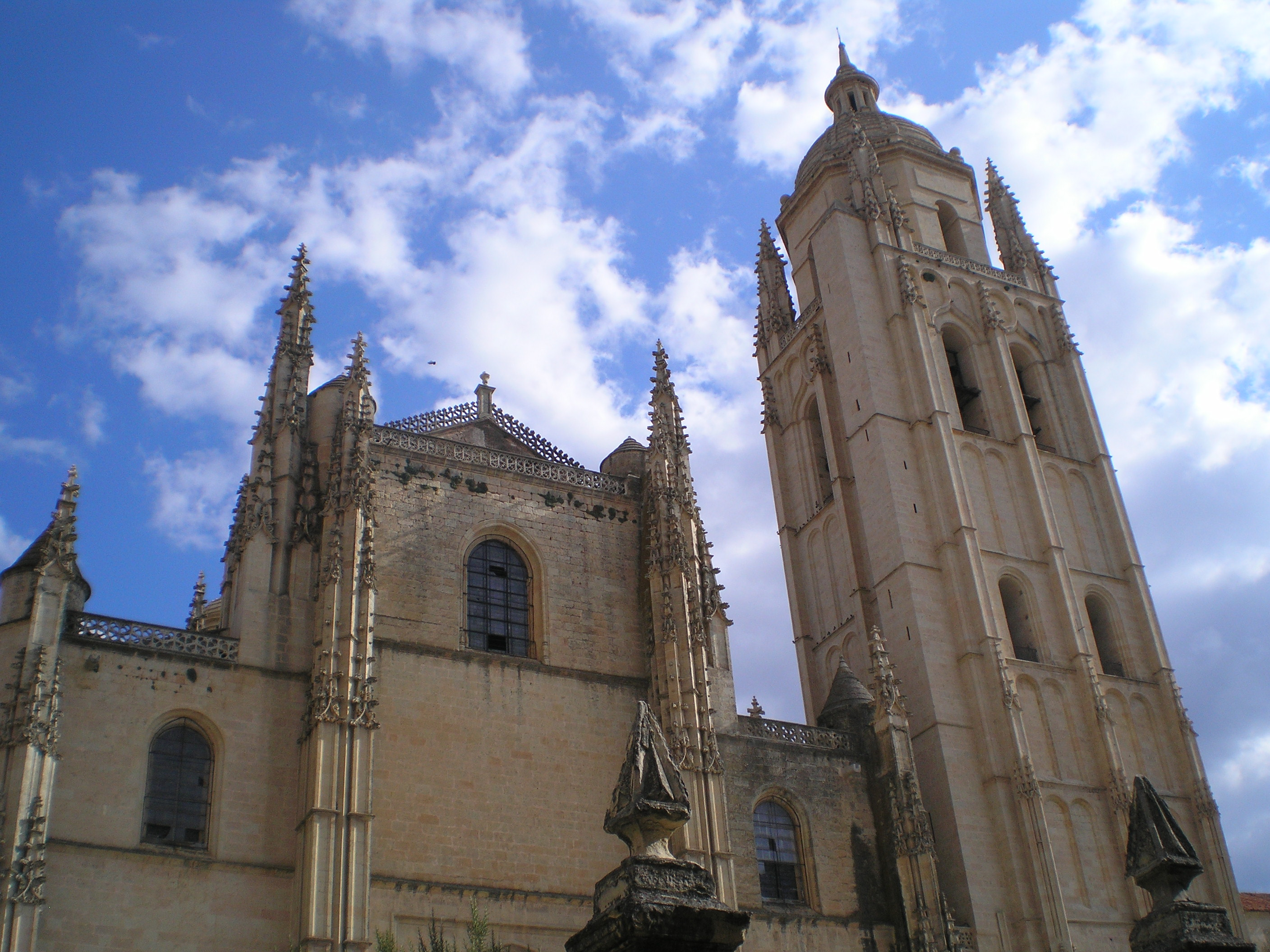
Façade principale.

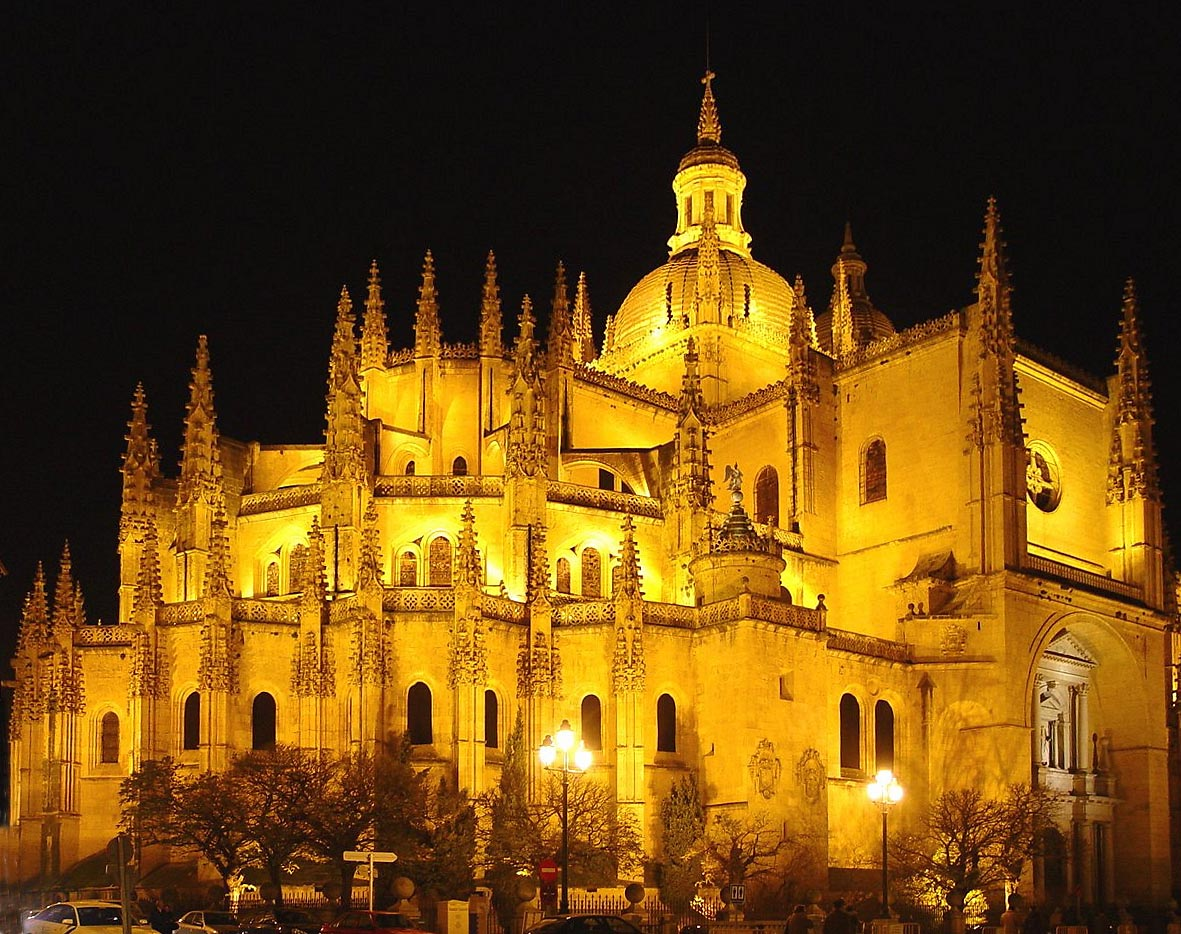
Vue nocturne du chevet de la cathédrale.

Les travaux de construction de la cathédrale, bâtie au XVIe siècle, furent commencés sous le règne de Charles Quint et l'épiscopat de Diego Ribera de Toledo. Ségovie connaissait alors son époque de splendeur maximale : elle était éminemment active dans le commerce de la laine et de la draperie, et compta jusqu'à 27 000 habitants, avant d'entamer sa lente décadence. Il était devenu indispensable de remplacer l'ancienne cathédrale romane, très endommagée lors  de la guerre des Communautés qui secoua le royaume de Castille entre 1520 et 1521. Alors que l'Espagne, à travers ses possessions italiennes, s'ouvrait peu à peu à l'architecture Renaissance en provenance d'Italie, le style gothique tardif continuait à prospérer, en intégrant peu à peu les éléments de l'art Renaissance. Le chantier de la cathédrale fut confié en 1525 à Juan Gil de Hontañón, qui était déjà intervenu sur la Nouvelle cathédrale de Salamanque, ainsi qu'à son fils Rodrigo Gil de Hontañón. L'architecte sut incorporer certaines innovations de l'architecture romaine au gothique isabélin, caractérisé par son style fleuri et élancé, très inspiré des réalisations de l'Europe du Nord. Il élabora un plan à trois nefs, dotées d'un chevet semi-circulaire agrémenté de chapelles rayonnantes.
Juan Gil de Hontañón fut renvoyé en 1529 ; après son départ, l'élévation des nefs fut poursuivie pour s'achever en 1542. C'est alors que l'architecte original fit son retour pour achever la cathédrale, et notamment le chevet, jusqu'à sa mort en 1577. Son départ de Ségovie lui avait permis de mener à bien plusieurs projets, grâce auxquels il put affiner sa connaissance de l'art de la renaissance, au palais de Monterrey de Salamanque et à l'université d'Alcalá de Henares (1537). Il put, à son retour, faire preuve de ses nouvelles compétences, notamment au niveau du portail de la sacristie. La cathédrale de Ségovie constitue par conséquent un édifice de transition entre deux périodes de l'architecture espagnole. Elle est aussi, avec la Nouvelle Cathédrale de Salamanque, la dernière grande réalisation gothique en Espagne.

## Description
La cathédrale de Ségovie est construite en forme de croix latine. Elle comporte une nef de cinq travées formée de trois vaisseaux, le vaisseau central et deux collatéraux, un chœur et un transept. Les deux collatéraux ou bas-côtés sont dotés chacun de cinq chapelles latérales. Le chœur dont l'abside est semi-circulaire, est entouré d'un déambulatoire sur lequel s'ouvrent sept chapelles absidiales ou rayonnantes. Le chœur fut construit en son temps sur une partie de l'ancien quartier juif de la ville.

### Extérieur
La cathédrale comporte une tour ou clocher, coiffée d'une petite coupole, et un cloître. Ces deux constructions ont été édifiées latéralement, du côté sud du sanctuaire, ainsi d'ailleurs qu'une salle capitulaire et quelques autres bâtiments annexes.
Les hauts murs de la nef, comme ceux du chœur sont soutenus par des arcs-boutants surmontés de hauts pinacles très travaillés. Au niveau du chœur et du chevet, ils confèrent une grande élégance au sanctuaire.

#### Portes
L'édifice est ouvert vers l'extérieur par trois portes ou portails (Puertas). La Puerta del Perdón (porte du Pardon) s'ouvre sur la grande façade occidentale, la Puerta de San Frutos (porte de saint Frutos) se trouve à l'extrémité nord du transept et la Puerta de San Geroteo à son extrémité sud.

#### Tour
La tour est située au sud-ouest de l'édifice, c'est-à-dire à droite de la façade principale. Son entrée se trouve dans la chapelle San Blas . La tour mesure 88 mètres de haut. À l'époque de sa construction, elle était entièrement de style gothique, et se terminait par une flèche pyramidale en bois de caoba amené des colonies américaines. Elle était alors la tour la plus haute d'Espagne, plus élevée que la Giralda de Séville, mais la foudre détruisit la flèche en 1614. L'architecte Juan de Mugaguren chargé de la restauration construisit à la place une coupole, ce qui lui fit perdre 12 mètres.

### Intérieur
L'ensemble, gothique, est couvert de voûtes d'ogives. Une coupole s'élève au-dessus de la croisée du transept.

#### Maître-autel

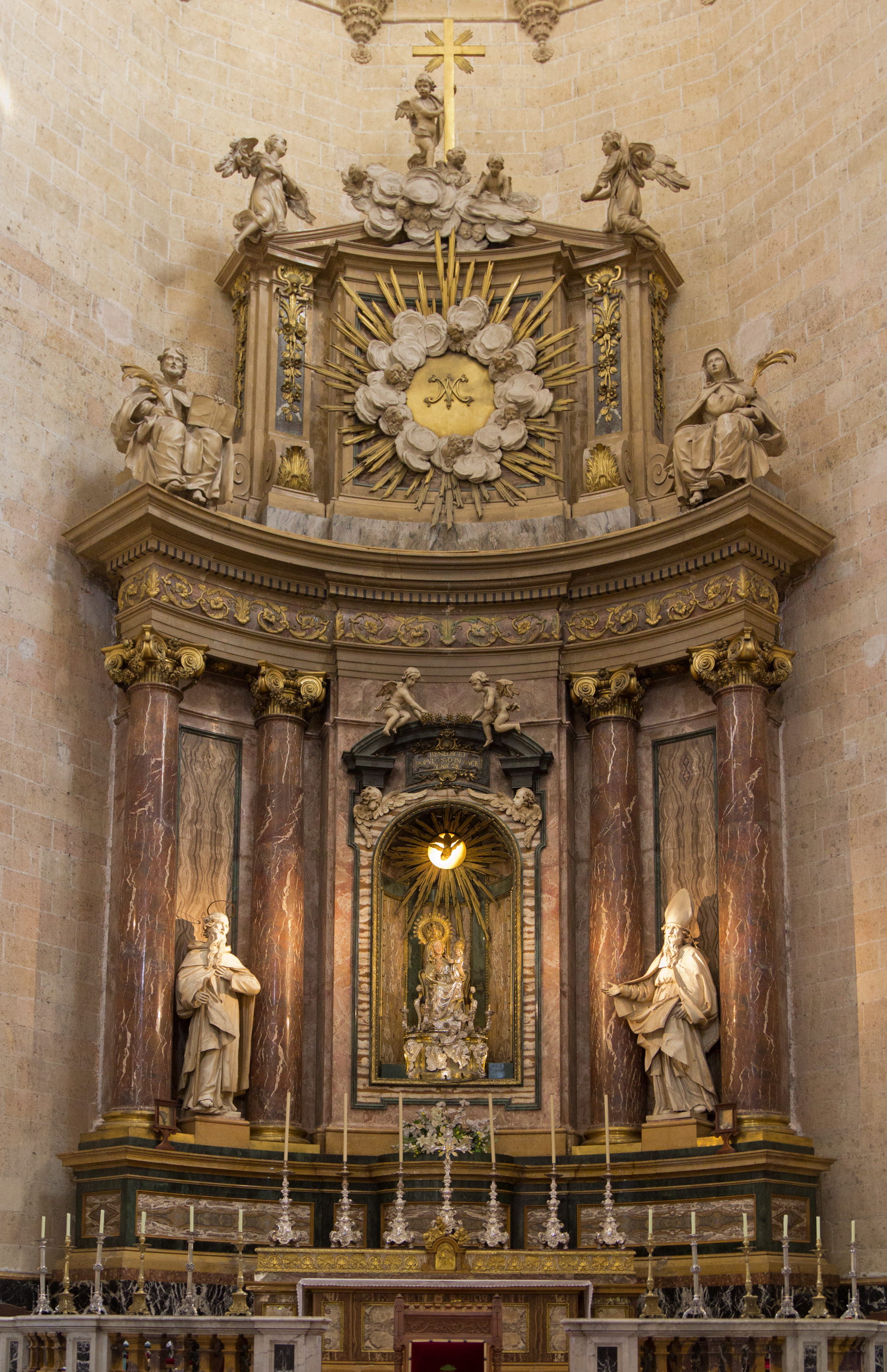
Maître-autel.

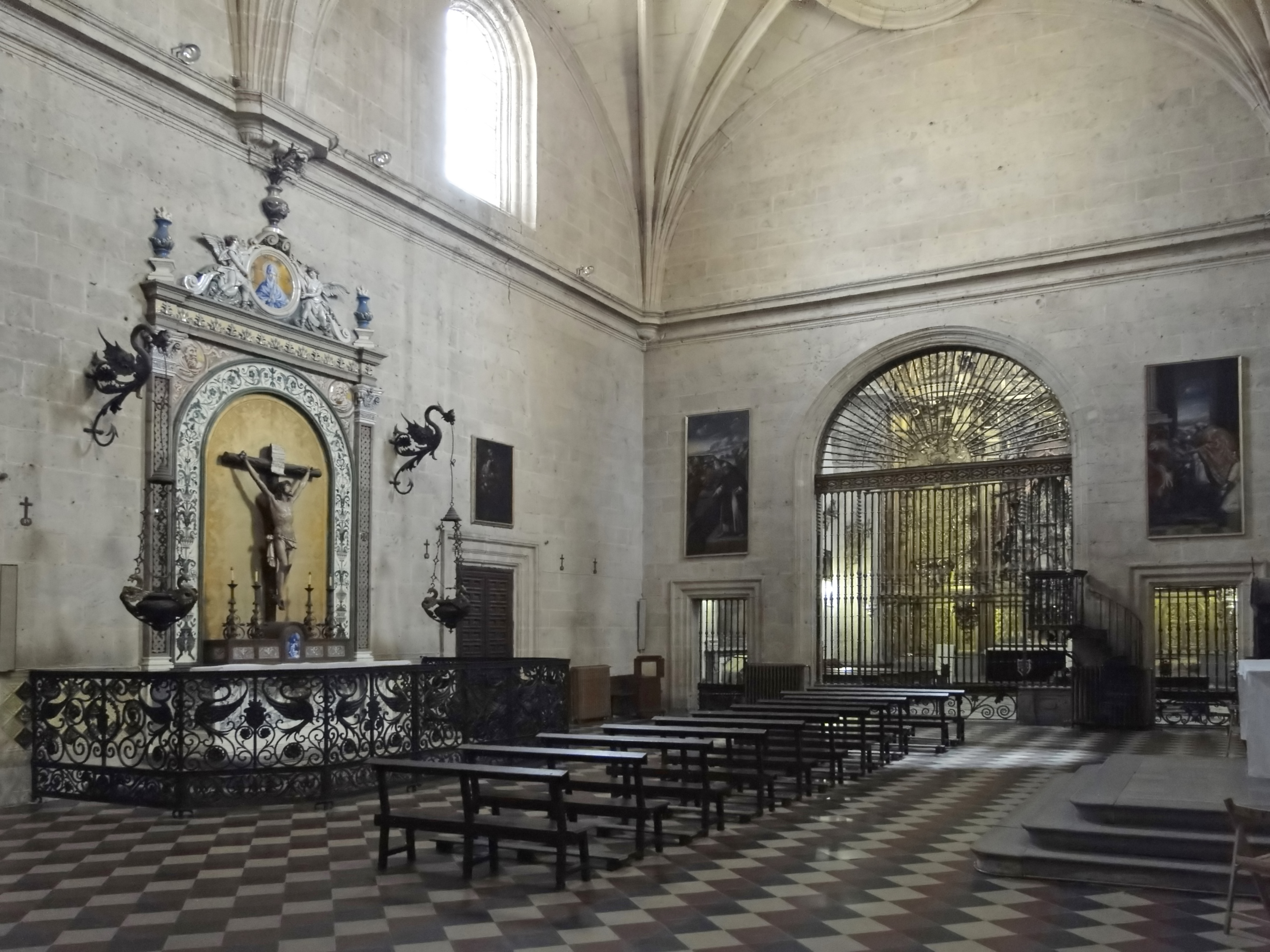
Chapelle du Saint-Sacrement et du 'Santo Cristo de la Agonía'.

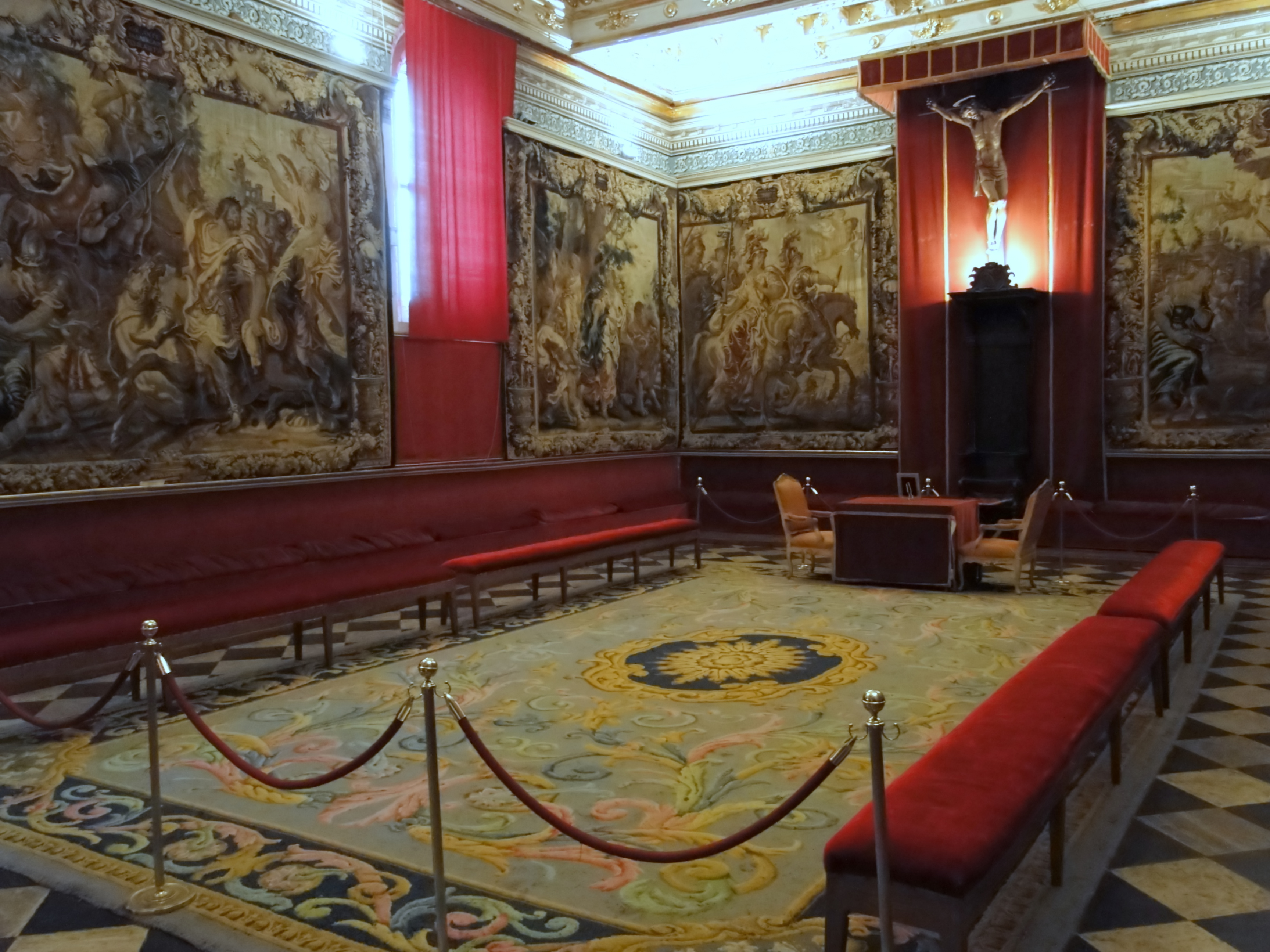
Salle capitulaire.

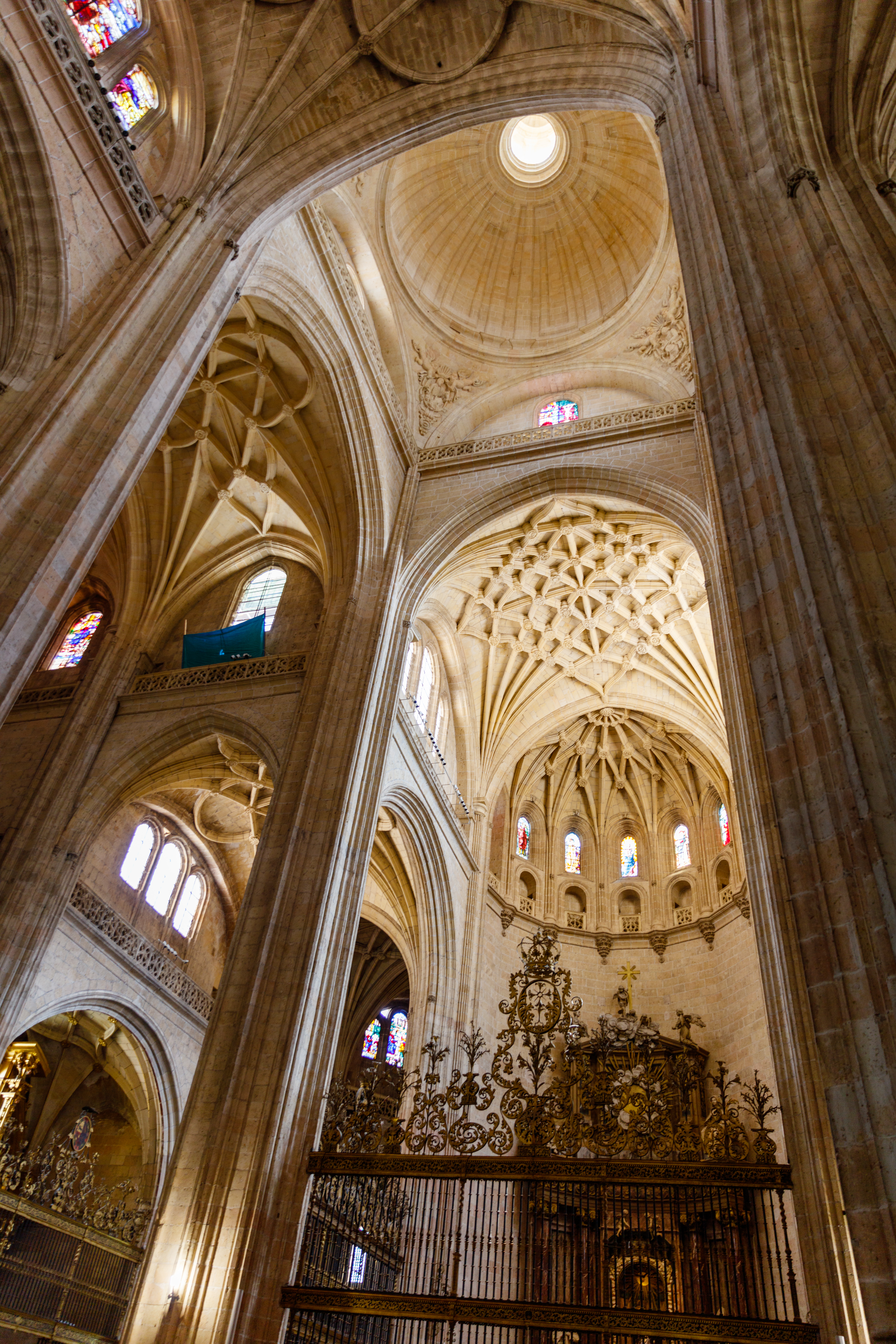
Coupole, chœur et transept.

L'autel actuel a été construit par Carlos III (1759-1788), sur un dessin de Francisco Sabatini (1722-1795).
Le retable qui occupe le maître-autel est un ensemble de marbres de différentes couleurs et de bronzes qui recréent une structure néoclassique. Il a été commencé en 1768 et s'est achevé en 1775 dans les ateliers du Palais Royal de Madrid.
Sur un socle recouvert de marbre noir veiné de blanc se dresse un retable composé de deux corps de hauteurs différentes. Celle du bas est plus grande avec deux grosses colonnes de chaque côté de la niche centrale. Dans les intercolonnes se trouvent deux grandes images blanches des œuvres de San Frutos et San Geroteo d'Adeba Pacheco. La niche centrale abrite une statue assise de la Virgen de la Paz (XIIIe siècle) donnée par le roi Enrique IV à la cathédrale, bien que l'on pense que son propriétaire pourrait bien avoir été le roi Ferdinand III le Saint. Cette image est actuellement recouverte d'argent, œuvre réalisée par Antonio Vendetti en 1775, ainsi que le siège sur lequel repose l'image. Dans la partie supérieure du retable, sur la corniche, se trouvent deux statues assises de saint Valentin et sainte Engracia avec les palmes du martyre, et au centre du fronton l'anagramme de la Vierge. Au sommet se trouve une croix entre les angles.
Les barrières qui ferment le maître-autel sont l'œuvre baroque d'Antonio de Elorza (1736) et ont été dorées par Miguel et José Borbúa de Segovia. Elles sont ornées de fleurs de lys, d'armoiries et de médaillons sur les écussons.

#### Chœur
Le chœur, situé devant le maître-autel, est de style gothique flamboyant, de la fin du  XVe siècle. Il a été construit sur ordre de l'évêque Juan Arias Dávila. Il est fermé par une grille, œuvre d'Antonio Elorza de 1729. Les stalles ont été apportées de l'ancienne cathédrale et placées en 1558 par Juan Gil et Jerónimo de Antwerp, et terminées en 1790 par Fermín Huici.
Les arcs qui forment le dossier des chaises sont des arcs en accolade qui renferment à leur tour des arcs surbaissés soutenus par de très longues colonnes. Dans la partie supérieure, les stalles sont ornées d'entrelacs ajourés. Il y a des sièges réservés aux rois, les plus proches du gril, pour pouvoir suivre les offices divins. Les deux sièges sont surmontés de deux petits dômes gothiques. Sur la chaise épiscopale se trouvent les armoiries de Juan Arias Dávila.

### Dimensions
- Longueur : 105 mètres
- Largeur : 50 mètres
- Hauteur du vaisseau central : 33 mètres

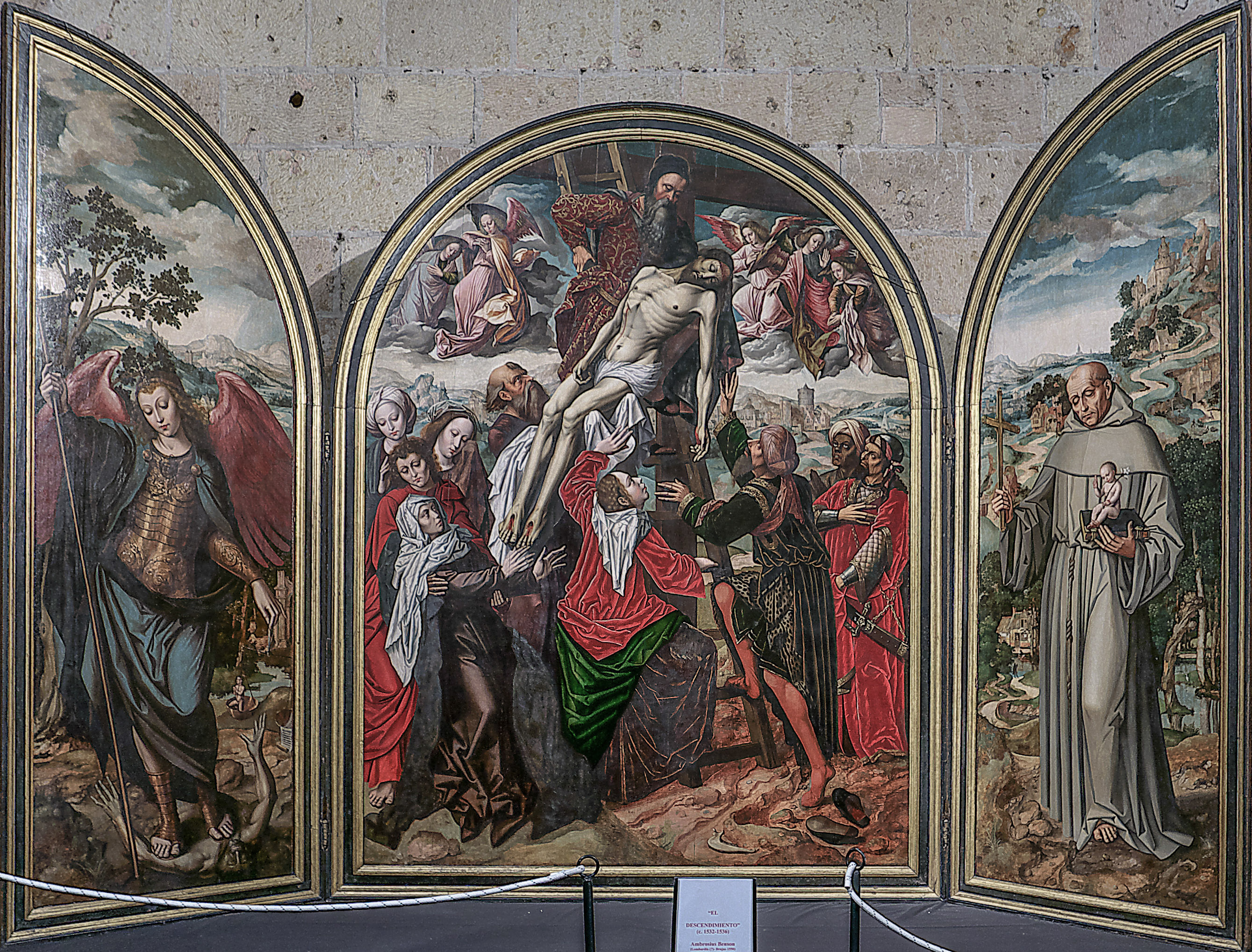
Ambrosius Benson, triptyque de La Descente de Croix (1530).

- Hauteur de la tour : 88 mètres

## Œuvres exposées
- Mise au tombeau (1571) de Jean de Joigny.
- Le Christ mort de Gregorio Fernández.
- Christ crucifié de Manuel Pereira.
- La Descente de Croix (1530) de Ambrosius Benson